# 灵寿镇
灵寿镇，是中华人民共和国河北省石家庄市灵寿县下辖的一个乡镇级行政单位。

## 行政区划
灵寿镇下辖以下地区：
城东社区、东兴社区、城西社区、大东关村、小东关村、岗头村、安定村、胡庄村、东合村、南合村、南岗村、大吴庄村、西关村、北关村、城内村、西托村、南托村、孟托村、东托村、北托村、相托村、安托村、北岗村、新村和漂里村。